# Rhamphochela forcipula
Rhamphochela forcipula is een eenoogkreeftjessoort uit de familie van de Lubbockiidae. De wetenschappelijke naam van de soort is voor het eerst geldig gepubliceerd in 1978 door Heron & Damkaer.